# Zenuwen (kaartspel)
Zenuwen is een kaartspel, dat door twee, drie of vier personen gespeeld kan worden. Meestal wordt het spel zelf met maar één hand gespeeld, als extra moeilijkheid. Het spel werd in de jaren '60 geïntroduceerd in het Nederlands taalgebied.

## Het spel
De speler die het eerst alle kaarten kwijtraakt heeft gewonnen. Bij dit spel worden alle kaarten verdeeld over de spelers. Als er een kaart overblijft wordt deze ofwel opzijgelegd of aan de winnaar van de vorige ronde gegeven.
Bij het spelen met drie of meer spelers wordt aangeraden met twee pakken kaarten te spelen.
Elke speler moet de kaarten die hij of zij heeft gekregen in 5 patience-stapels leggen: de eerste stapel bestaat uit slechts één kaart, de tweede uit twee, enzovoort. De bovenste kaart mag omgedraaid worden, en als er twee kaarten dezelfde waarde (bijvoorbeeld zes) hebben, mag men een van de twee op de andere leggen, zodat men weer de bovenste kaart mag omdraaien op de stapel van de verplaatste kaart. Als er zo een stapel volledig opraakt, mag je daar de zichtbare kaarten van een andere stapel leggen.
De kaarten die overblijven worden rechts in het midden tussen de spelers in geplaatst. Wanneer beide spelers klaar zijn, draaien ze gelijktijdig de bovenste kaart van hun stapel (met de afbeelding wegdraaiend naar de tegenstander) om en leggen deze tussen de stapels in. Hierop kunnen ze hun eigen speelkaarten neerleggen. Op elke kaart kan een kaart, waarvan de waarde grenst aan de kaart die er ligt, gelegd worden. Ligt er bijvoorbeeld een acht, dan mag daar een zeven of een negen op gelegd worden, de kleur doet er niet toe. Op een heer mag een aas en een dame, op een aas een heer en een twee. Hierbij gelden geen beurten, spelers kunnen in hun eigen tempo, op elk moment op elke stapel spelen.
Beide spelers spelen totdat ze beiden niet meer willen of kunnen spelen. (Het kan dat een speler nog wel kan spelen, maar niet wil. Dan hoeft het niet. Men kan dan wachten totdat alle andere kaarten afgelegd zijn, om dan pas te spelen.)
Wanneer de stapel kaarten van een van beide spelers op is, zijn er twee mogelijkheden: ofwel draait men een kaart van de stapel van zijn tegenstander om, ofwel draait men gewoon geen kaart om.
Wanneer men maar vijf kaarten overheeft bij zijn stapels, mag men deze in de hand nemen, zodat deze niet zichtbaar zijn voor de tegenstander(s). Let wel op dat als men speelt met één hand, men steeds met de hand waarmee men de kaart van zijn stapel omdraait, moet afleggen!
Als een van de spelers al zijn kaarten kwijt is, zijn er wederom drie varianten. In de ene variant mogen beide spelers tot drie tellen en zo snel mogelijk afkloppen op een van de twee stapels in het midden (waarop gespeeld werd) en dan krijgt diegene die eerst was de stapel naar keuze. In sommige varianten mag de winnaar zelf kiezen welke stapel hij wil. Meerdere keren kloppen mag (al dan niet na tellen van de stapels, want men wil natuurlijk de stapel met het minste kaarten).
Na het spel wordt dus een van de stapels in het midden genomen, en de kaarten die een speler eventueel nog moest zien kwijt te raken. Deze worden dan bij de eigen stapel gevoegd. Daarmee wordt het spel opnieuw gespeeld. De winnaar is degene die na het uitleggen van de kaarten in patiencestapels, geen extra kaarten meer overheeft, en dan nog eens het spel dat dan wordt gespeeld wint. Dan kiest men dus een niet-bestaande (en dus lege) stapel kaarten, waardoor alle kaarten kwijt zijn en de speler wint.
Je wint door op de plaats te slaan waar er geen kaarten meer liggen.

## Complexiteit van het spel
Een niet te onderschatten eigenschap van zenuwen is het volgende: wanneer een van de spelers slechts één beurt van winst verwijderd is, kan het spel plots volledig omslaan wanneer deze speler de volgende beurt verliest. Immers, beide spelers spelen dan op één hoop, en als deze groot genoeg is, kan het zijn dat diegene die aan het winnen was nu plots uitermate ver achterstaat. Sommige mensen vinden dit een tekortkoming van het spel, anderen vinden dat het net een extra dimensie geeft, maar geen van alle kan op de ene zijde gelegd worden. Nog een merkwaardige spelregel is dat de winnaar niet wordt bepaald door het aantal gewonnen spellen, het is enkel het laatste spel dat doorslaggevend is. Wanneer je bijvoorbeeld vier spellen wint maar het vijfde verliest dan is het je tegenstander die de winnaar is. Deze regel is van kracht ongeacht het aantal spellen die gespeeld worden. Ook dit draagt bij tot het onvoorspelbaar en zenuwachtig karakter van het spel. Als mensen fout kloppen, neemt die persoon de grootste stapel.